# 타인투이 (1963년)
타인투이(Thanh Thủy, 1963년 9월 24일 ~ )는 베트남의 영화, 연극, 텔레비전 배우이다. 